# Carl Wilhelm Casimir Fuchs

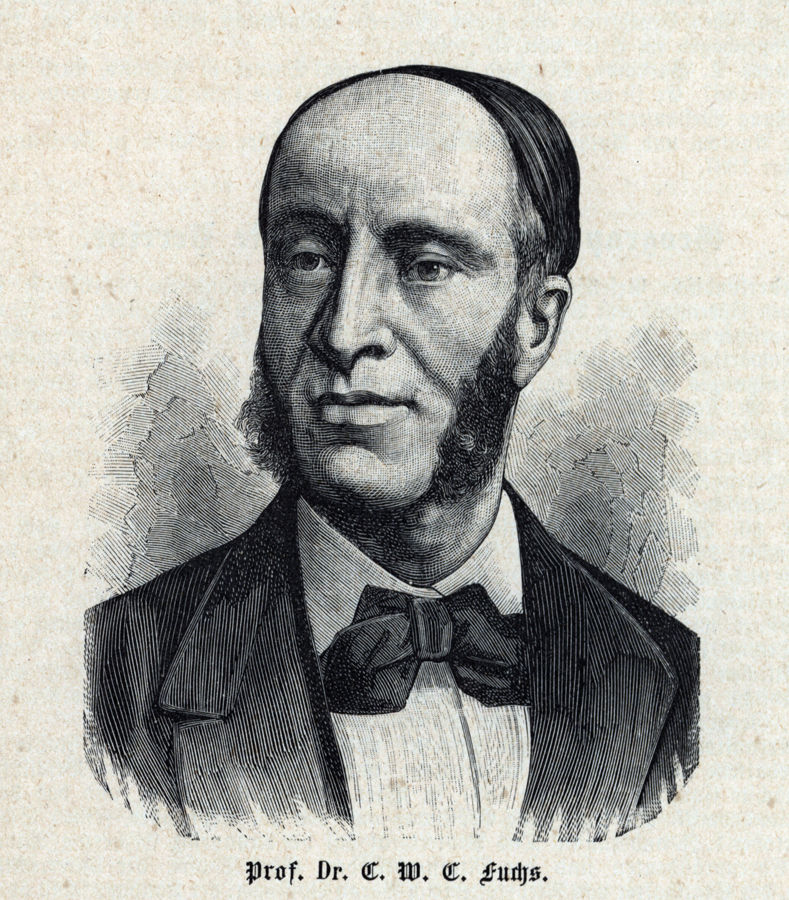
Carl Wilhelm Casimir Fuchs

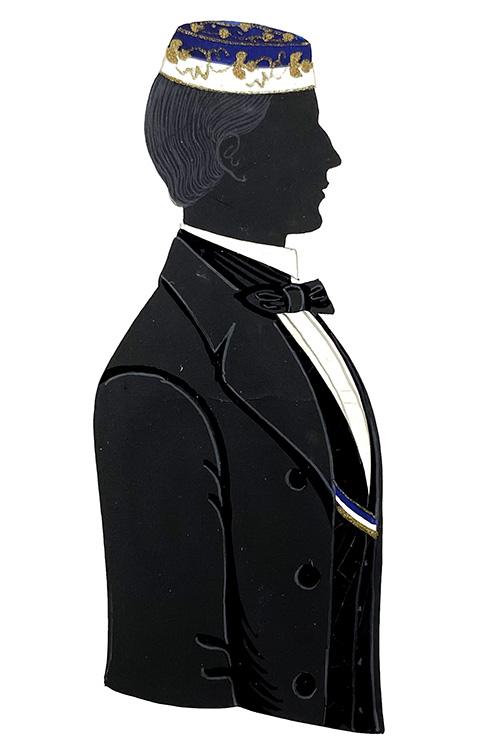
Studentische Tuschensilhouette von Karl Fuchs als Heidelberger Wingolfit

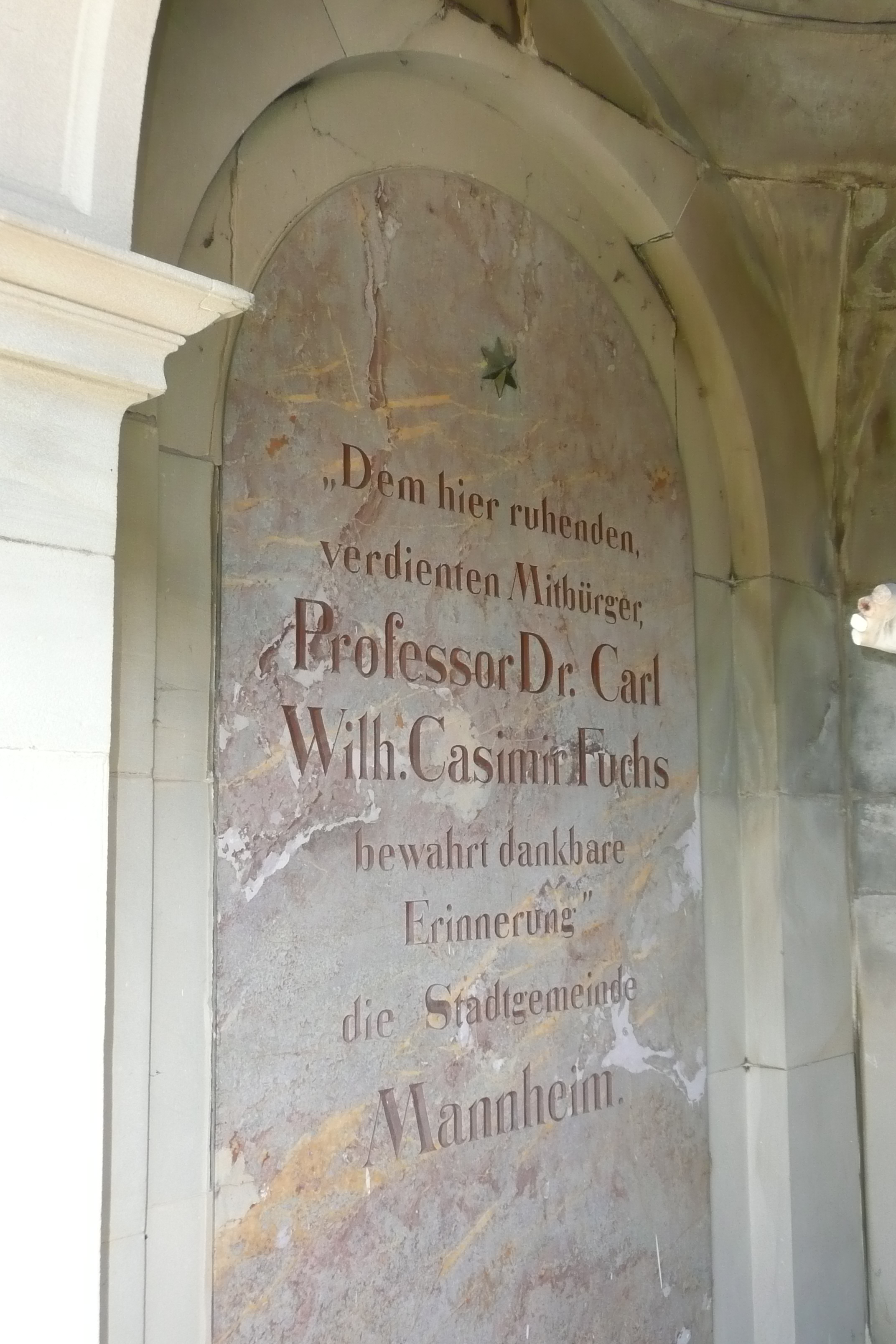
Das Mausoleum von C.W.C. Fuchs auf dem Hauptfriedhof Mannheim.

Carl Wilhelm Casimir Fuchs (* 18. August 1837 in Mannheim; † 26. Juli 1886 in Karlsruhe) war ein deutscher Geologe, Mineraloge und Botaniker. Ab 1876 war er außerordentlicher Professor für Geologie an der Universität Heidelberg. 

## Leben
Seine Eltern waren Friedrich Fuchs und Caroline Luise Juliane geb. Dyckerhoff (1809–1872). Während seines Studiums wurde er im Wintersemester 1856/57 Mitglied der Heidelberger Arminia, im Wintersemester 1857/58 Mitglied der Burschenschaft Germania Göttingen.
Seine testamentarische Stiftung über 20.000 Goldmark (Kaufkraft 2011: ca. 350.000 €) erfolgte zweckgebunden an die Stadt Mannheim für die Anlage des späteren Unteren Luisenparks, des ältesten Teils der heutigen großen Parkanlage. Den gleichen Betrag setzte er für die Errichtung seines Mausoleums fest.
Zu seinen Ehren steht im Unteren Luisenpark ein Findling mit dem Text: „Prof. Dr. Carl Wilhelm Casimir Fuchs, Naturwissenschaftler, Stifter des Grundstockes für den Luisenpark, 1837 - 1886“. 
An seinem Ehrengrab im Mausoleum auf dem Mannheimer Hauptfriedhof lautet die Inschrift: „'Dem hier ruhenden, verdienten Mitbürger, Professor Dr. Karl Wilh. Kasimir Fuchs bewahrt dankbare Erinnerung' die Stadtgemeinde Mannheim“.

## Veröffentlichungen
- Die vulkanischen Erscheinungen der Erde, Winter, Leipzig 1865
- Anleitung zum Bestimmen der Mineralien, Heidelberg, Ausgaben von 1868, 1875, 1890 und 1898 
  - 3. Aufl. / neu bearb., verm. u. erw. von Aug. Streng. - Giessen: Ricker, 1890. Digitalisierte Ausgabe der Universitäts- und Landesbibliothek Düsseldorf
- Die künstlich dargestellten Mineralien, nach G. Rose's Krystallo-chemischen Mineralsysteme geordnet: Haarlem (Holland), De Erven Loosjes, 1872 (Eine von der Holländischen Gesellschaft der Wissenschaften in Haarlem am 20. Mai 1871 gekrönte Preisschrift)